# Marais de Zapata
Pour les articles homonymes, voir Zapata.
Le marais de Zapata (en espagnol Ciénaga de Zapata) se trouve dans la péninsule de Zapata, au sud-est de La Havane, à Cuba. C'est une réserve de biosphère, un site RAMSAR et un parc national qui chevauche deux provinces : province de Mayabeque et province de Matanzas.
C'est la plus grande zone humide de l'espace des Caraïbes.

## Situation
Le marais de Zapata, qui couvre pratiquement toute la péninsule du même nom, est sur la côte sud de Cuba. Comme la péninsule, il est entouré par le golfe de Batabanó — incluant l'anse de la Broa (Ensenada de la Broa (en) —, qui s'ouvre sur la mer des Caraïbes (voir la vue satellite ci-dessous, avec la péninsule de Zapata dans le cadran nord-est). 

Au sud-est il se termine à la baie des Cochons, qui forme une anse très allongée au fond de laquelle se trouve Playa Larga. À l'ouest la zone protégée inclut la pointe Gorda, extrême ouest de la péninsule.
Le marais de Zapata est presque entièrement inclus dans la municipalité de Ciénaga de Zapata,. Nueva Paz, l'extrémité nord de la réserve de biosphère et du site RAMSAR (le parc national est un peu plus petit), est à environ 77 km au sud-est de La Havane.

Vues satellite
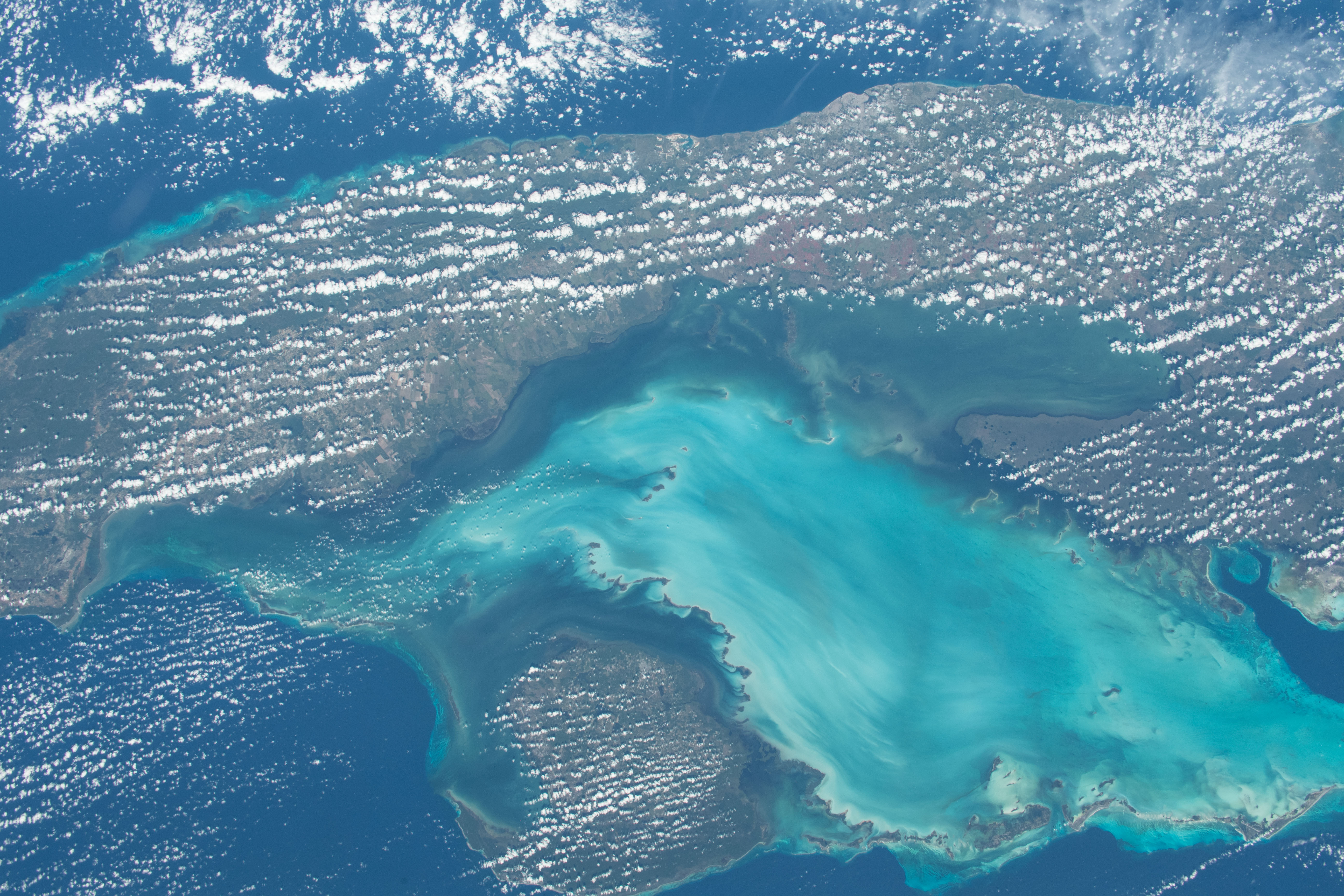
Golfe de Batabanó (en bleu clair), péninsule de Zapata au nord-est (milieu, droite) et île de la Juventud au sud-est (centre en bas)
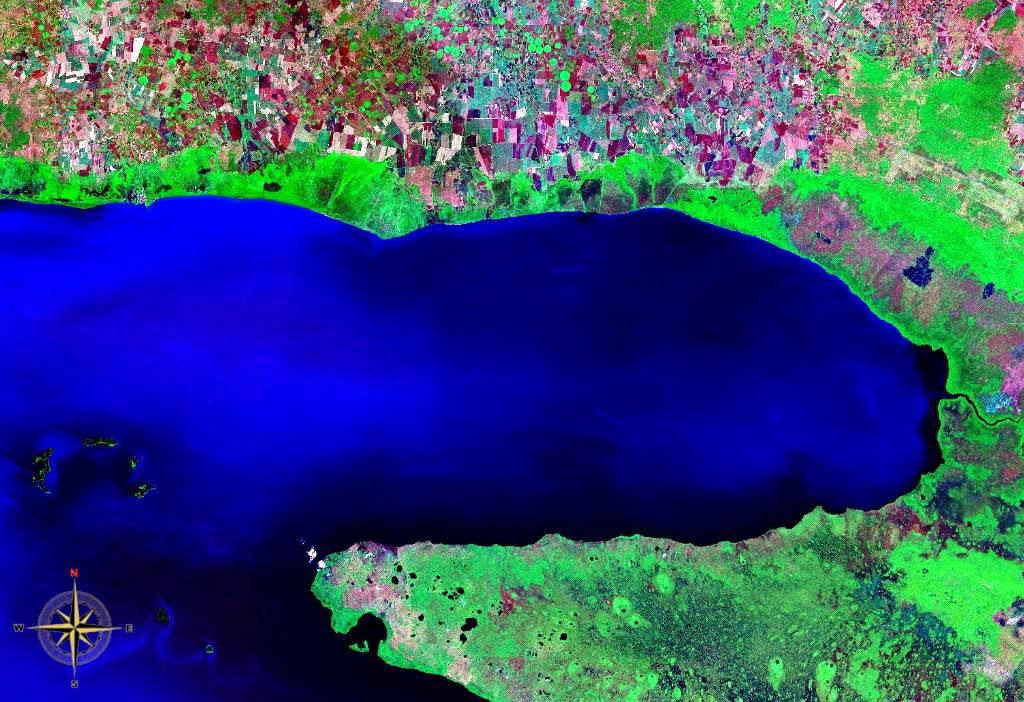
Ensenada de la Broa (en) et péninsule de Zapata au sud-est

## Description

### Surfaces
La réserve de biosphère, de 625 354 ha, inclut trois zones : le cœur de la réserve de 196 828 ha, composé de plusieurs noyaux qui forment le parc national de Ciénaga de Zapata ; une zone tampon de 317 337 ha ; et une zone de transition de 111 189 ha. C'est l'une des plus grandes réserves de biosphère de Cuba. Elle s'étend jusqu'à l'est de la baie des Cochons — tandis que le parc national s'arrête sur la côte ouest de cette baie.
La zone RAMSAR a une superficie de 452 000 ha.
Le marais s'étend sur 70 277 ha.[réf. nécessaire]

### Altitudes
Les terres sont de très basse altitude (maximum 10 mètres). Les profondeurs marines vont de −2 m dans le marais à −600 m dans les zones côtières (golfe de Cazones).

### Données climatiques
La saison chaude va de mars à octobre, avec les températures les plus chaudes atteignant 30° C. En saison froide, les températures descendent jusqu'à 20° C. La température moyenne annuelle est plus élevée dans les terres.
La pluviométrie varie beaucoup selon la saison : entre 1 200 et 1 300 mm pendant la saison des pluies, pour 250 à 300 mm pendant la saison sèche.
Le régime d'humidité est de 85 %. Le vent dominant vient de l'est.

### Différents sites
Sur la côte, d'ouest en est, se trouvent les sites suivants :
- golfe de Batabanó
  - Playa Tasajera (Nueva Paz, province de Mayabeque)[c 4] ;
  - Zanja Cocodrilo dans l'anse de Miyarés (ensenada de Miyarés)[c 5] (province de Mayabeque), s'ouvrant sur l'ensenada de la Broa (en) du golfe de Batabanó ;
  - l'embouchure du río Hatibonico (province de Matanzas) ;
  - la pointe de Curazao, juste au nord de Caserío Pescadores[c 6] ;
  - la pointe Mogote Oscuro qui borde le côté Est de l'anse de Maneadero[c 7] ;
  - la pointe Gorda[c 8], extrême ouest de la péninsule et de la zone protégée du marais ;
- Mer des Caraïbes
  - le cayo Matahambre[c 9] (îlot en mer, inclus dans la zone protégée[3]) ;
  - la pointe Campanario (environ 15 km à l'est du cayo Matahambre)[c 10] ;
  - la pointe de Cristóbal (environ 10 km à l'est de la pointe Campanario, en face du cayo Juan Ruíz qui est à environ 7 km en mer et non inclus dans la zone protégée)[c 11] ;
  - le cayo Diego Pérez[c 12],[c 13] n'est pas inclus dans la zone protégée mais sa rive orientale borde une zone où la réserve de biosphère s'avance nettement en mer, atteignant presque la pointe orientale du cayo Largo, soit une avancée marine de quelque 40 km. Les cayos Blancos del Sur[c 14],[c 15] sont inclus. D'ouest en est, cette avancée marine va du cayo Diego Pérez à la rive ouest de la baie des Cochons. La côte de cette zone comprend quelques rares installations, comme La Salina (ou Las Salinas)[3],[7] ;
  - Playa Larga (au fond de la baie des Cochons) ;
  - Playa Girón (côte à l'est de la baie des Cochons)[7] ;
  - Guasasa[c 16],[7].

Noter que sur pratiquement toute la côte concernée, la réserve de biosphère ne s'arrête en général pas au littoral (sauf rares exceptions) mais inclut aussi une frange de mer de quelques dizaines de mètres, et plus à certains endroits. Outre la frosse avancée en mer vers le cayo Largo, l'espace marin au fond du golfe de Batabanó, en face de Caserío Pescadores, est inclus dans la réserve de biosphère sur plusieurs kilomètres.

### Paysages et écosystèmes

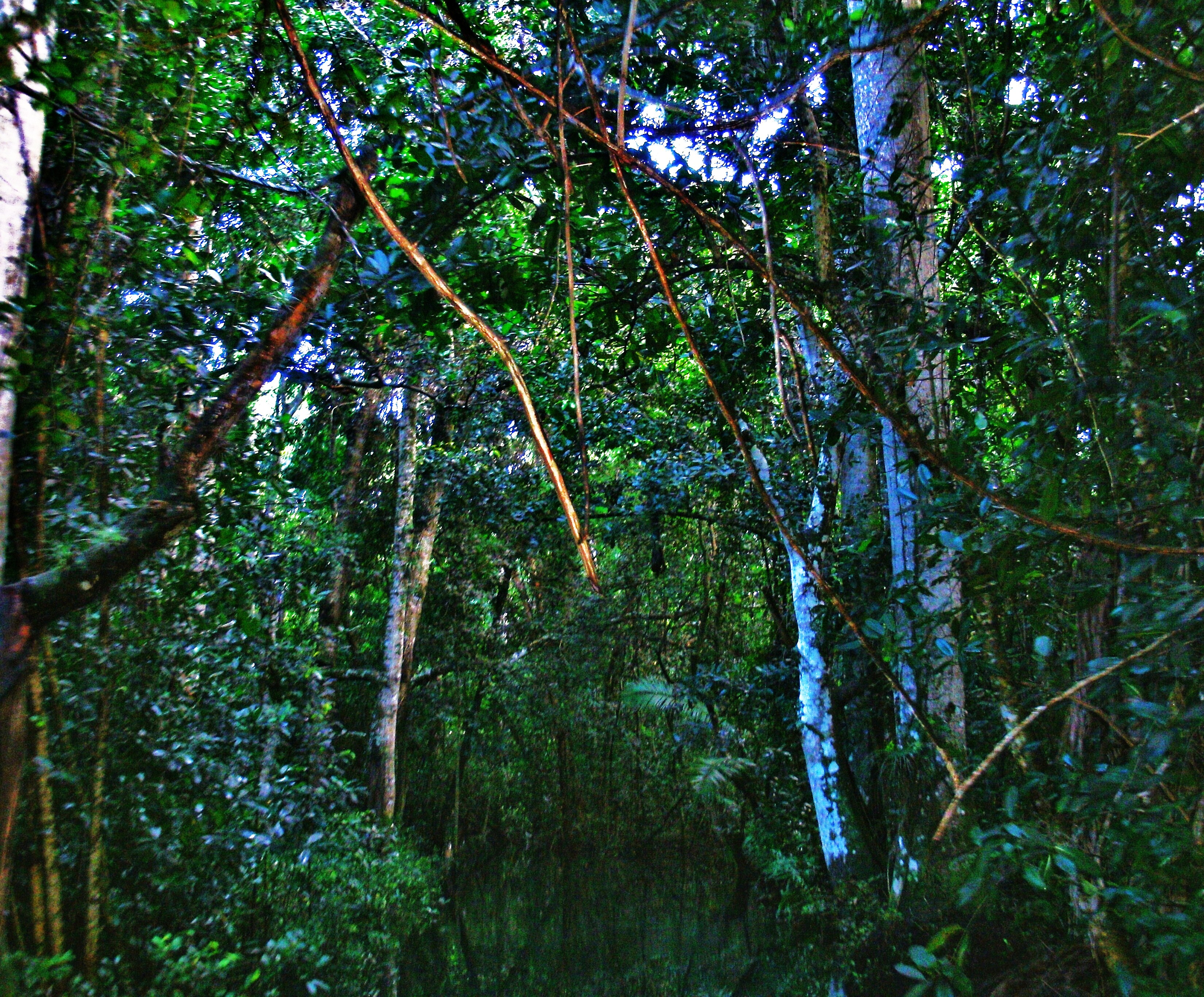
En canoé sur la rivière

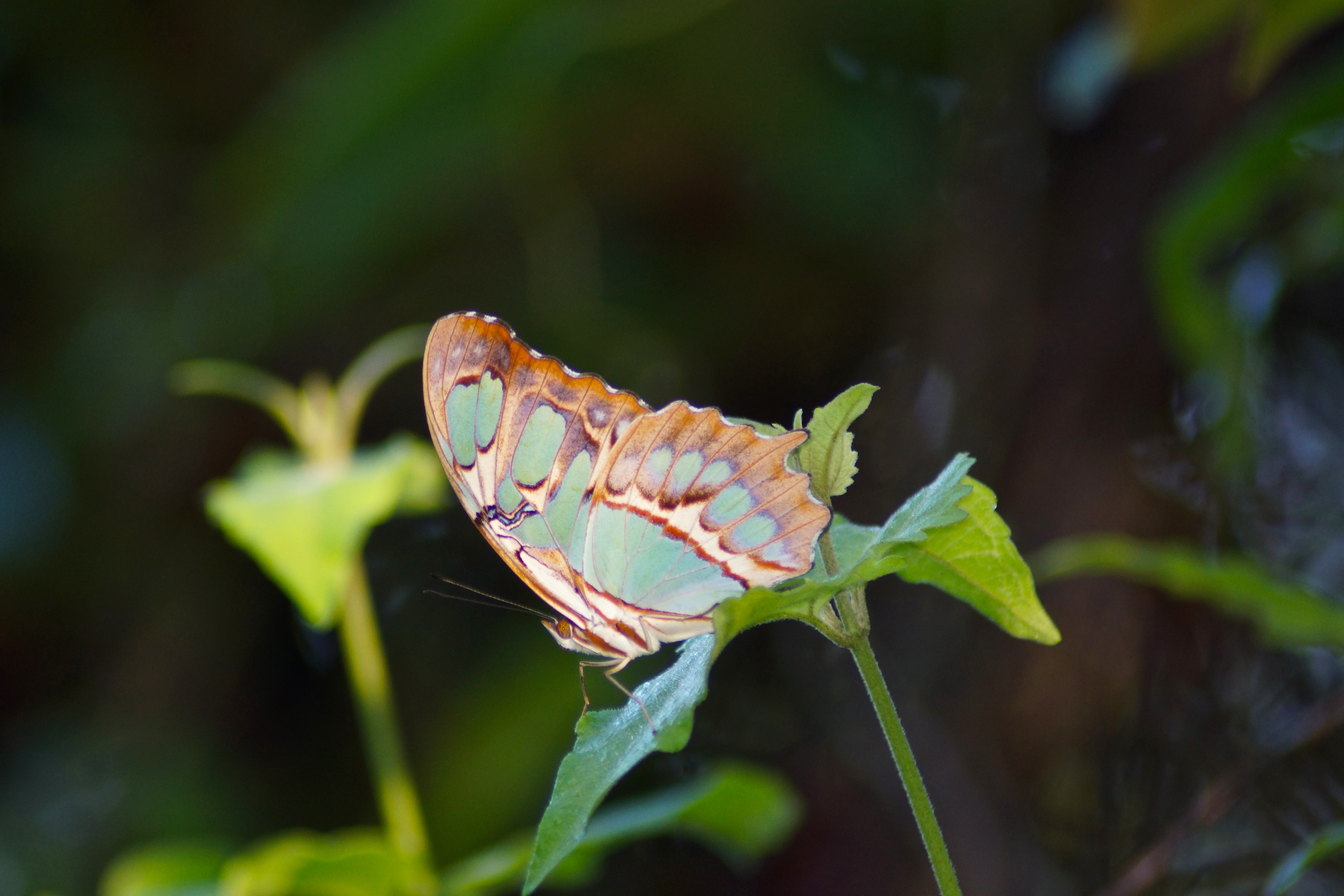
Papillon

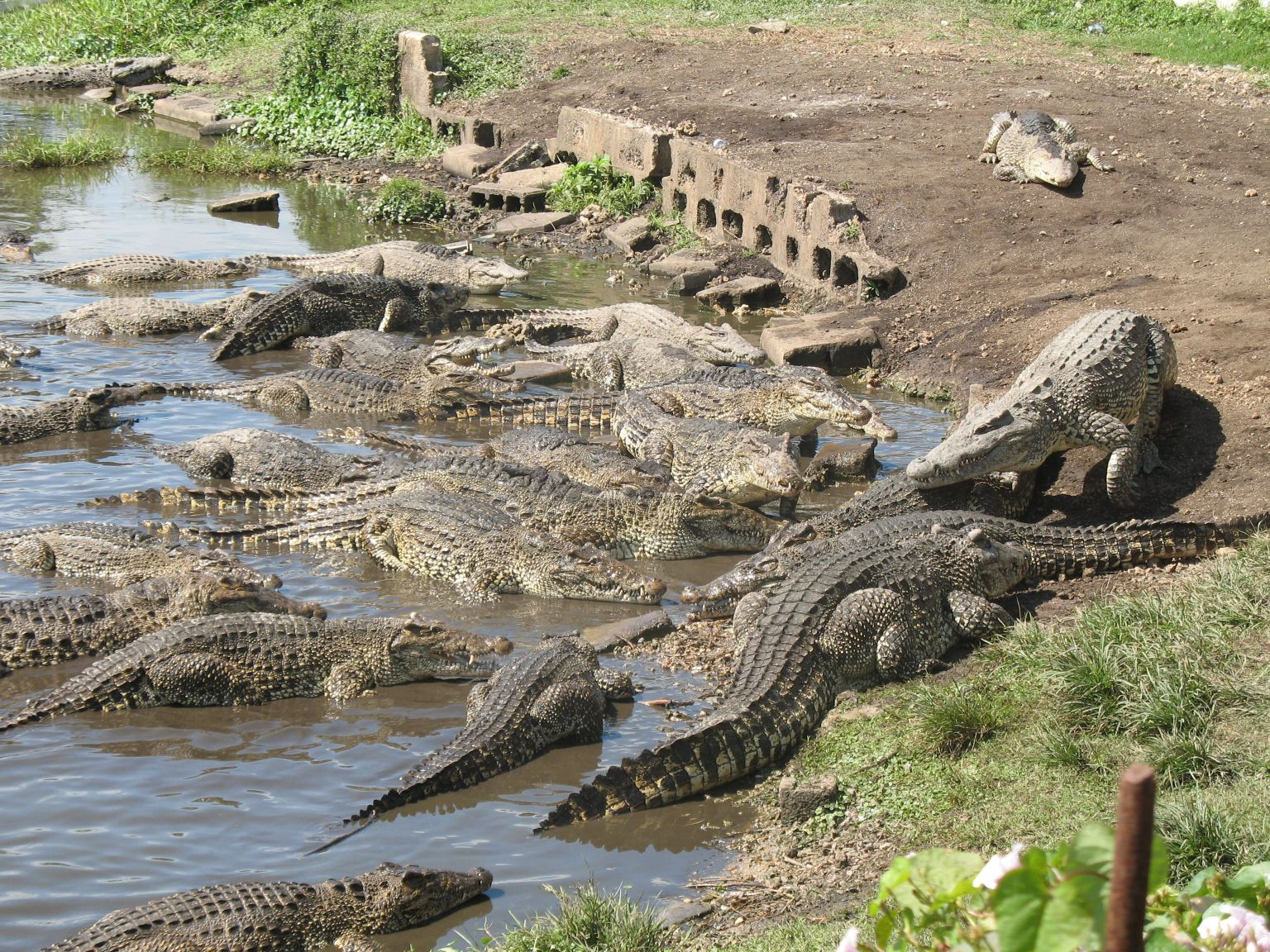
Crocodile de Cuba
(Crocodylus rhombifer)

Le site fait partie d'un grand bassin versant karstique. Il inclut une très grande variété de zones humides, y compris des systèmes hydrologiques karstiques souterrains.
La réserve de biosphère inclut des écosystèmes très divers : prairies, forêts de mangrove, la forêt de Ciénaga, forêts semi-décidues, forêt sempervirente côtière et sub-côtière, matorral côtiers et sub-côtiers, récifs de corail et lagons côtiers. Les écosystèmes sont particulièrement variées dans les zones où se rencontrent des environnements différents ; ce sont ici les zones où prédominent les conditions d'inter-phase entre les eaux douces et les eaux salines ; et celles, dans les terres les plus basses, où se combinent les lagons saumâtres avec les mangroves et la forêt semi-décidue typique des zones arstiques relevées.
Les récifs de corail sont en très bon état de conservation. On y trouve un système important de courants marins giratoires. La vue satellite montrée plus haut donne un aperçu (très général) des grandes masses provoquant les divers courants marins.
Les terres sont caractérisées par une grande épaisseur de tourbe.

Marais de Zapata et zones incluses
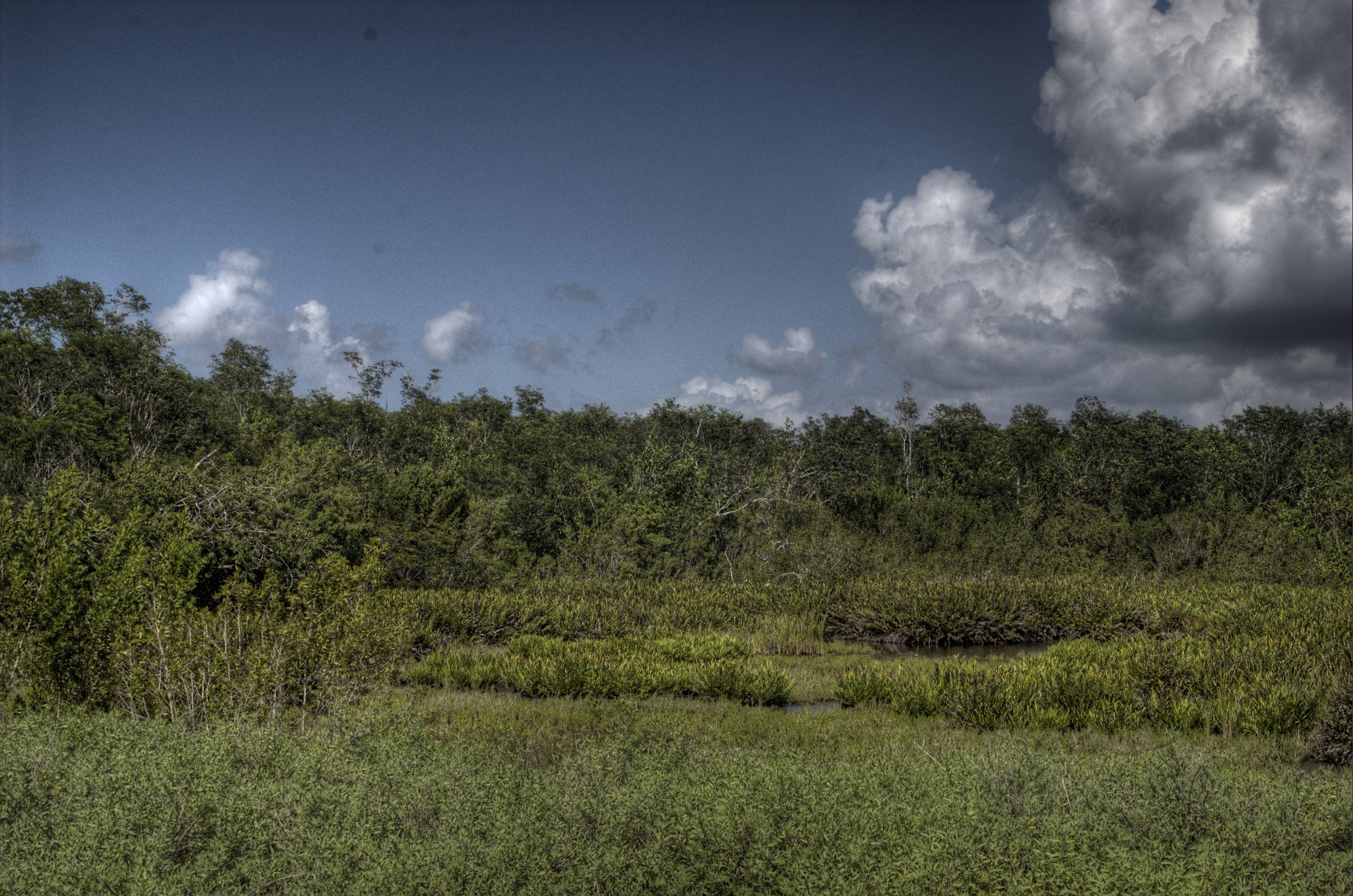
Étang dans le marais
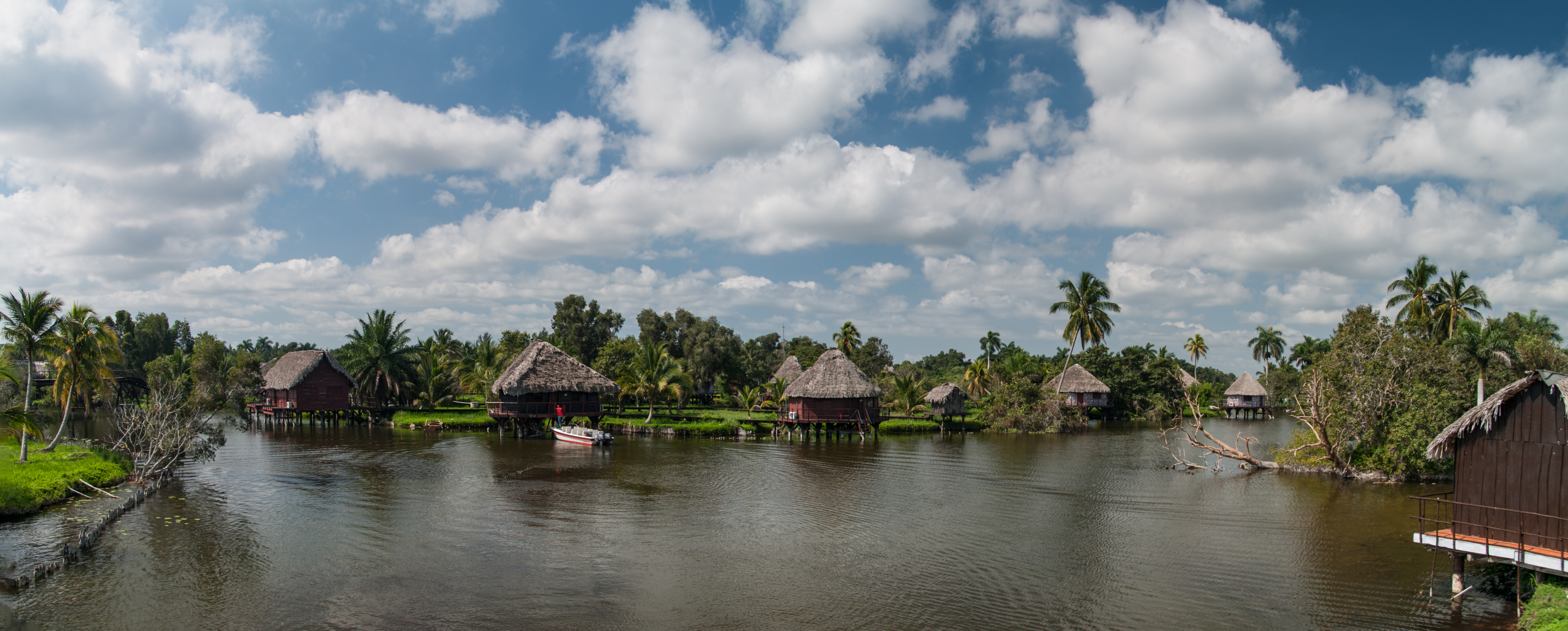
Lagune de Tesoro
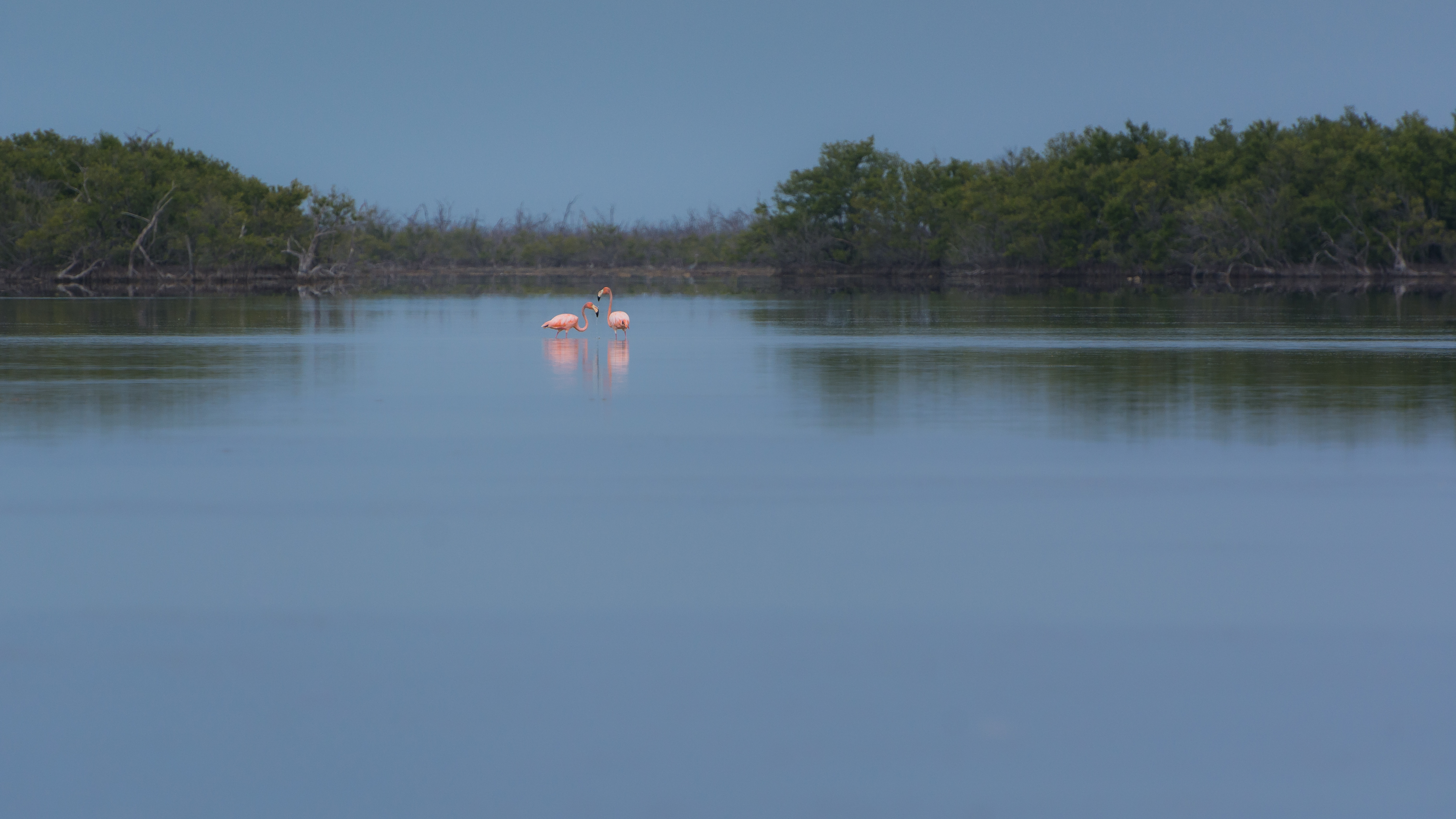
Lagune de las Salinas, Playa Larga
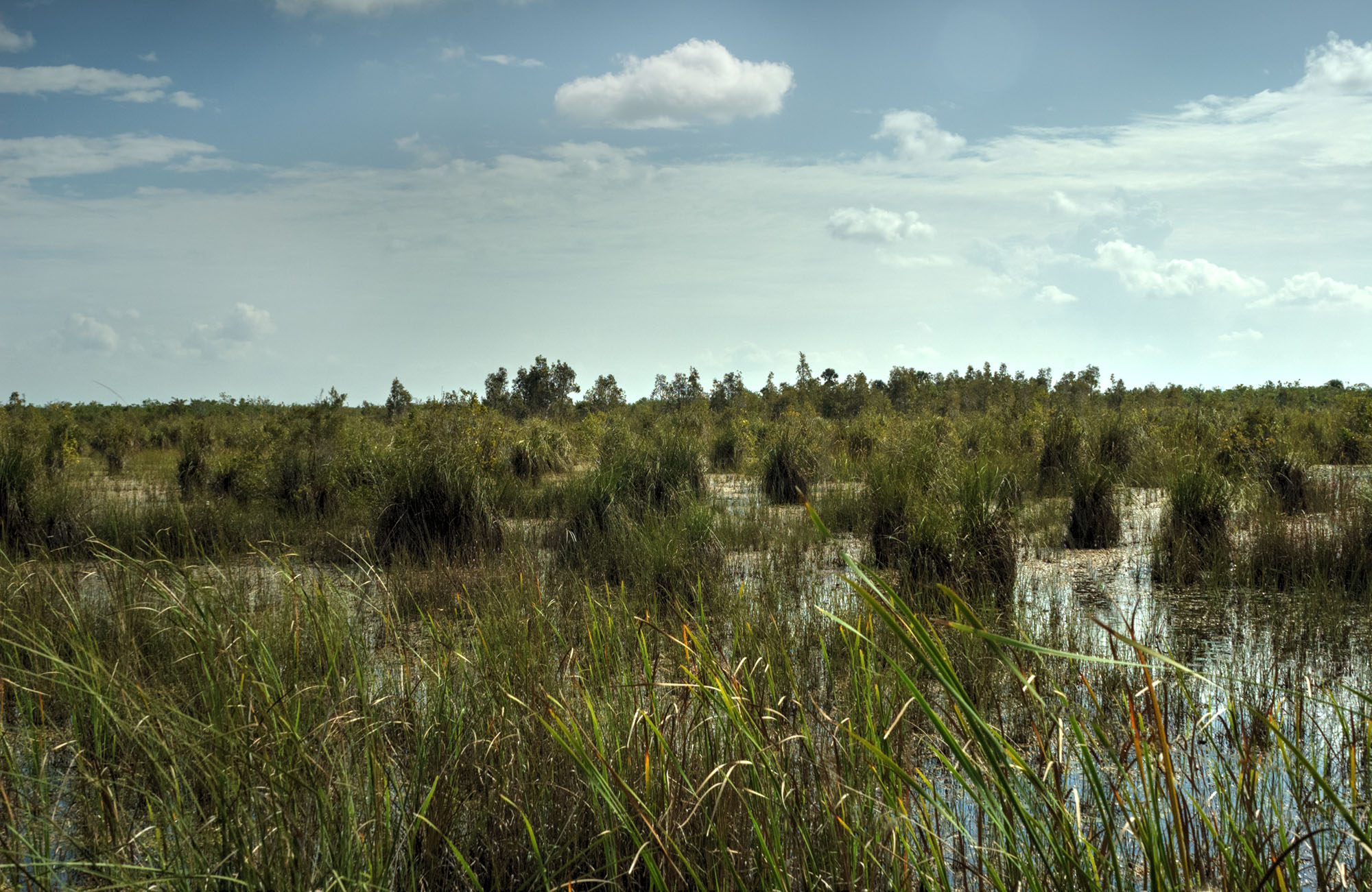
Le marais
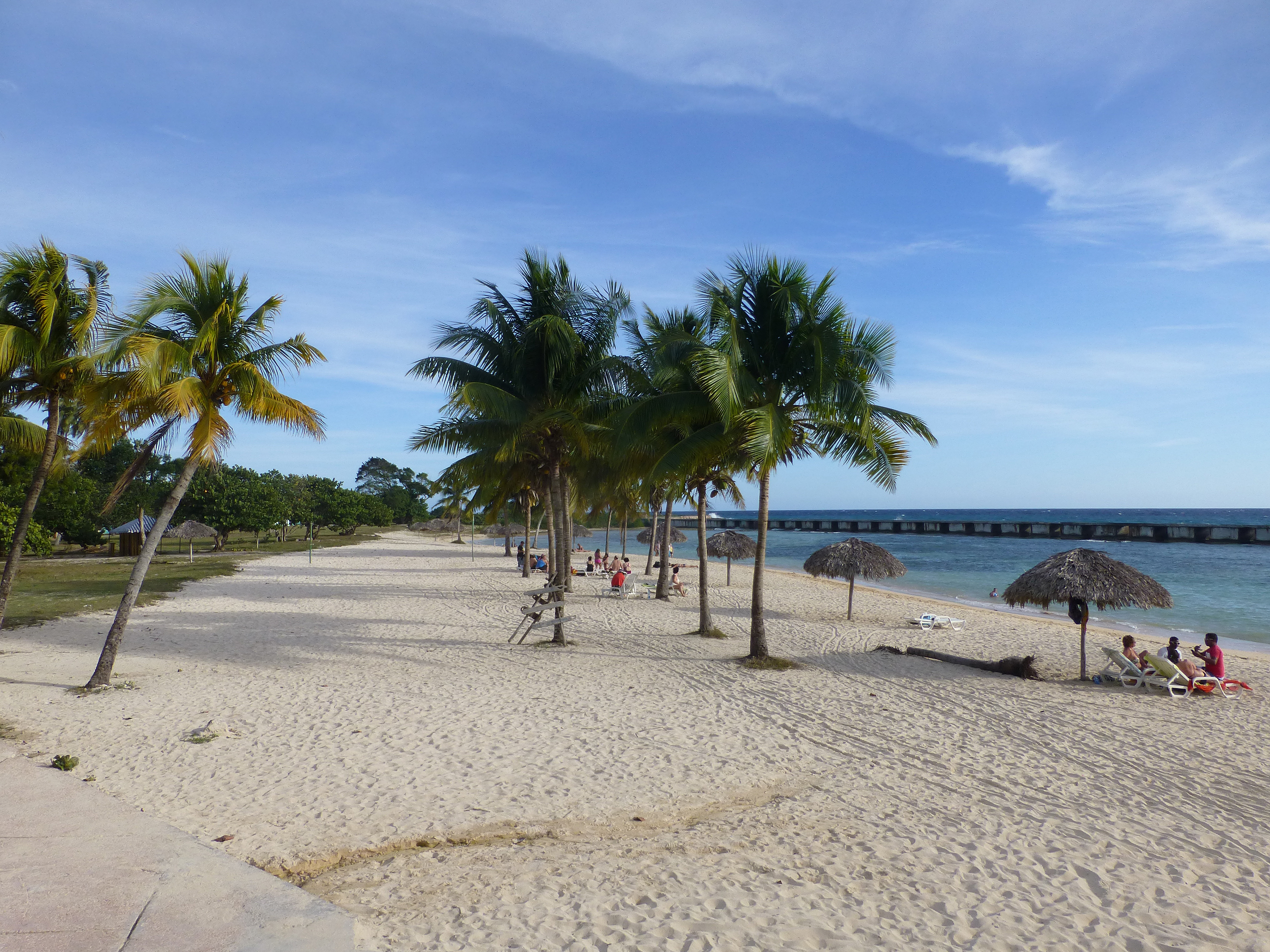
Playa Girón
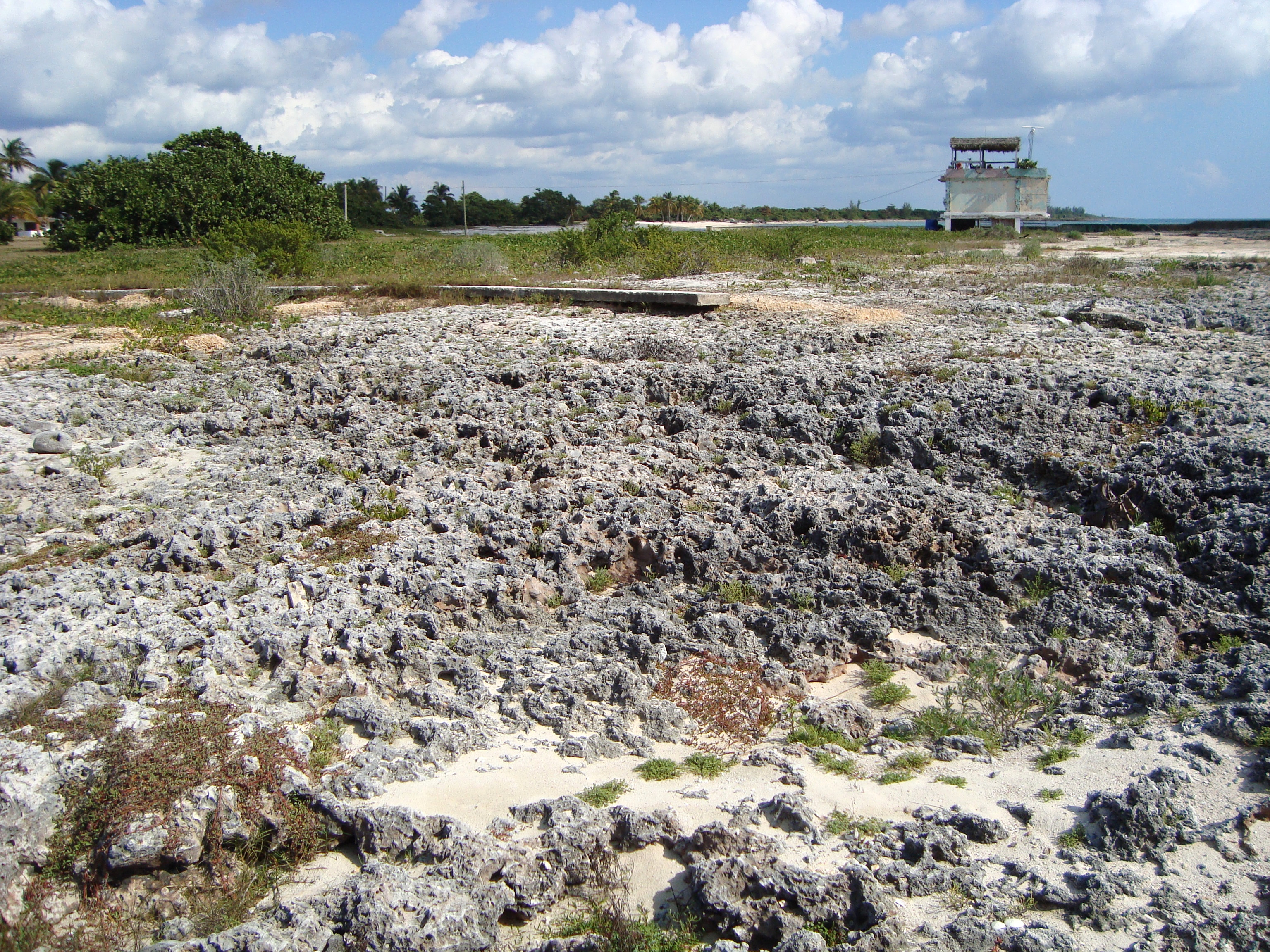
Baie des Cochons

## Faune
Sa faune, très riche, inclut les principales populations cubaines de crocodile de Cuba (Cocodrilus rhombifer) et crocodile américain (Cocodrilus acutus),. S'y trouvent 31 espèces de reptiles et plus de 1 000 espèces d'invertébrés. Plus de 3 000 crocodiles y habitent.[réf. nécessaire]
La fameuse ferme de crocodiles se trouve sur la route qui joint Australia (en) à Playa Larga, au lieu-dit La Boca.
Les forêts du parc abritent une sous-espèce de lézard endémique, l'Anolis luetogularis ss-esp. calceus ; et le boa de Cuba (Chilabothrus angulifer).
Il abrite aussi des populations importantes de hutia cubain (Capromys pilorides). C'est la seule région de Cuba où co-existent les trois genres de hutias (Capromys pilorides, Mesocapromys et Mysateles prehensilis).

Faune de Zapata
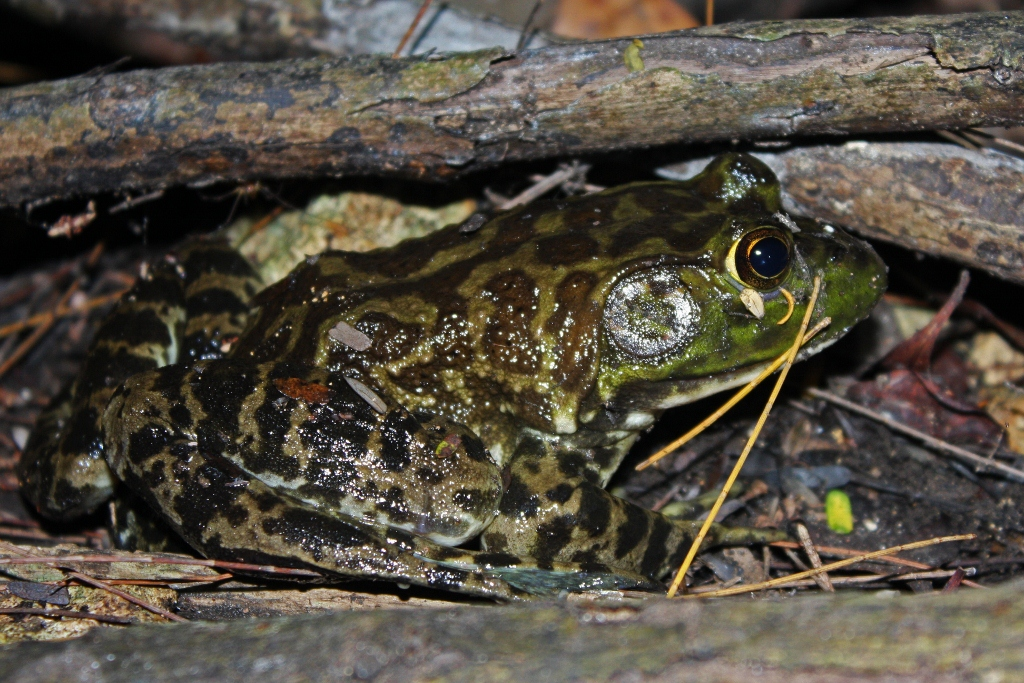
Grenouille-taureau (Lithobates catesbeianus)
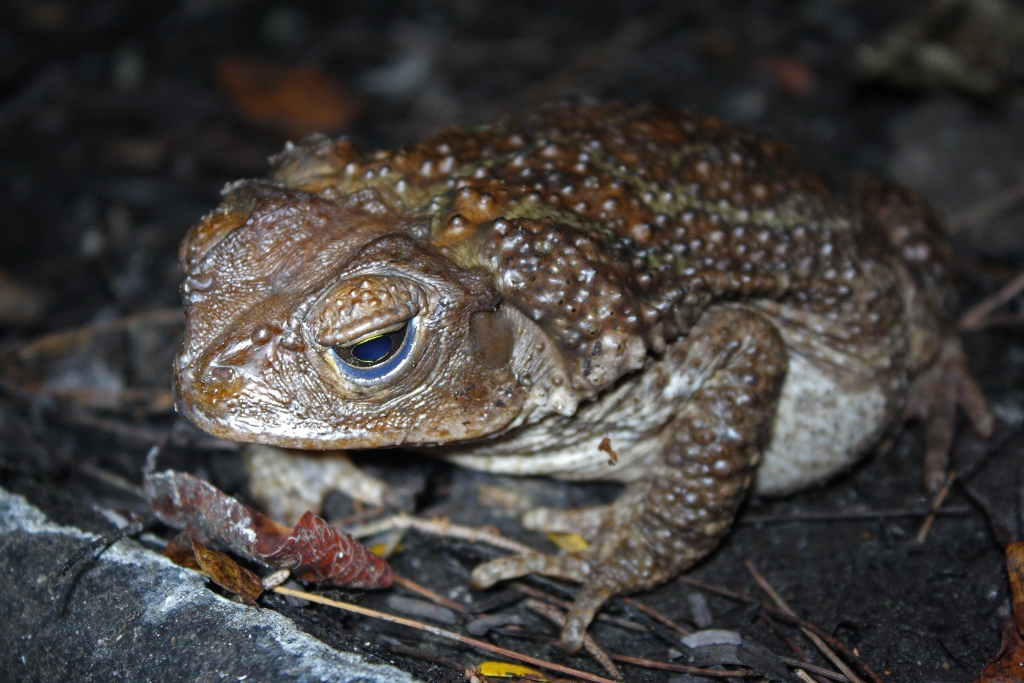
Grand crapaud de Cuba (Peltophryne peltocephala)
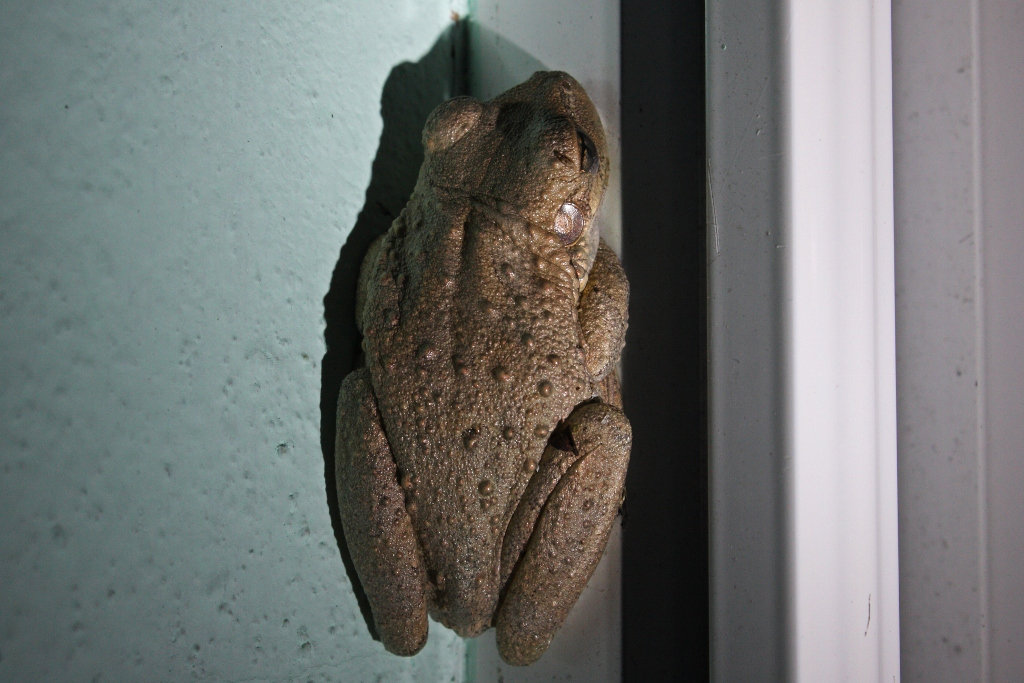
Rainette de Cuba (Osteopilus septentrionalis)
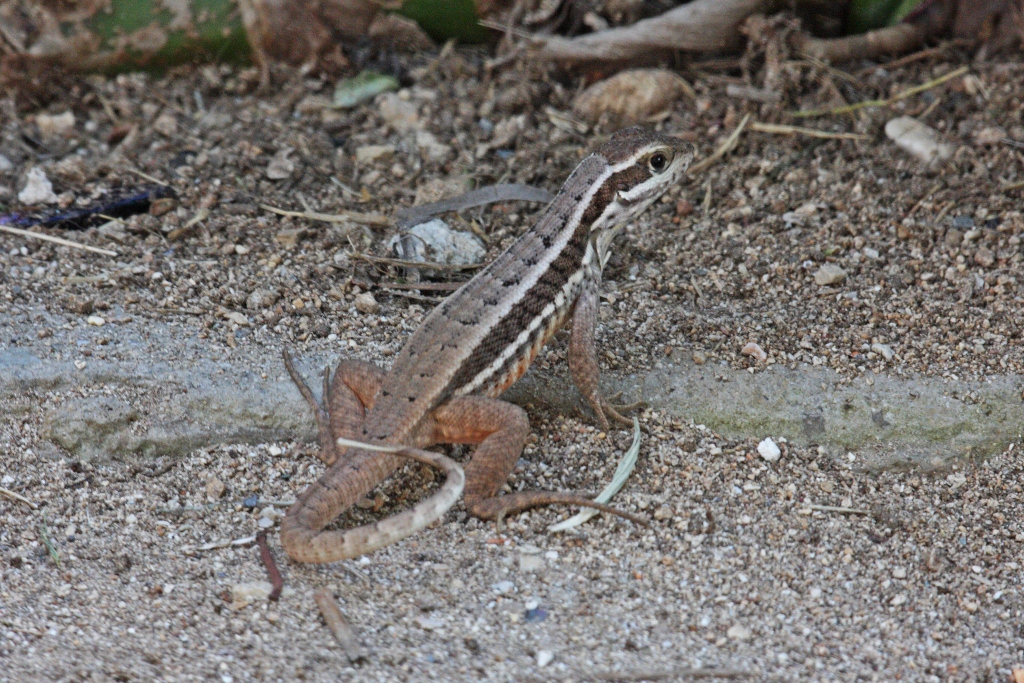
Lézard à queue bouclée (Leiocephalus cubensis)
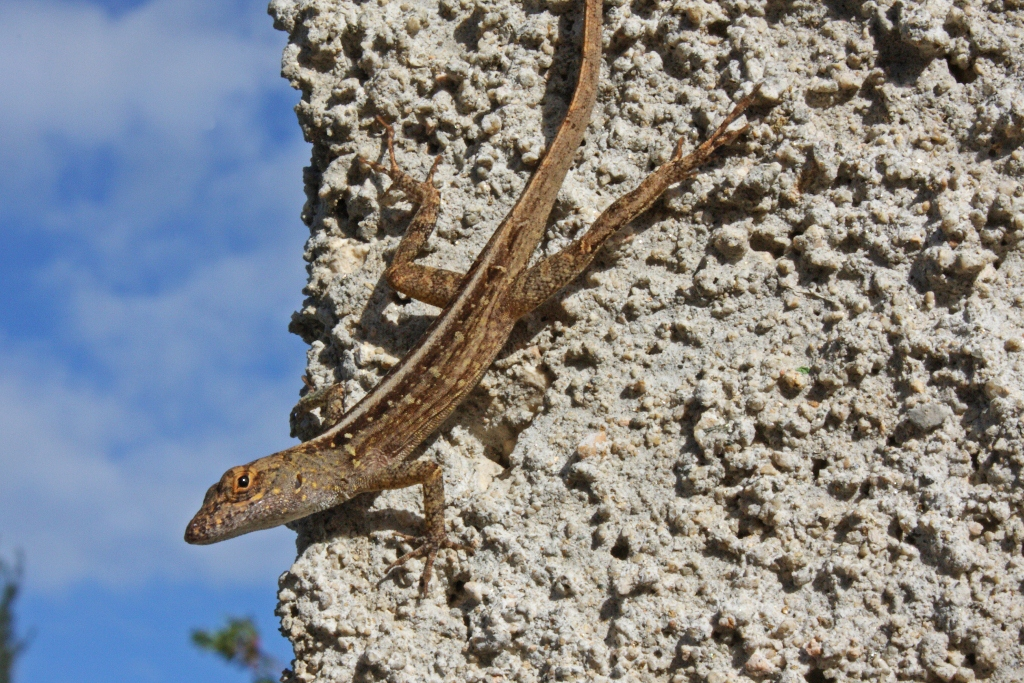
Anole brun (Anolis sagrei)

Poissons et autres espèces aquatiques
lamantin des Caraïbes (Trichechus manatus). Le golfe de Cazones, un profond canyon submergé, est un site particulièrement riche en espèces de poissons commerciales comme les brèmes de mer, les mérous et autres poissons des mêmes familles.
Oiseaux

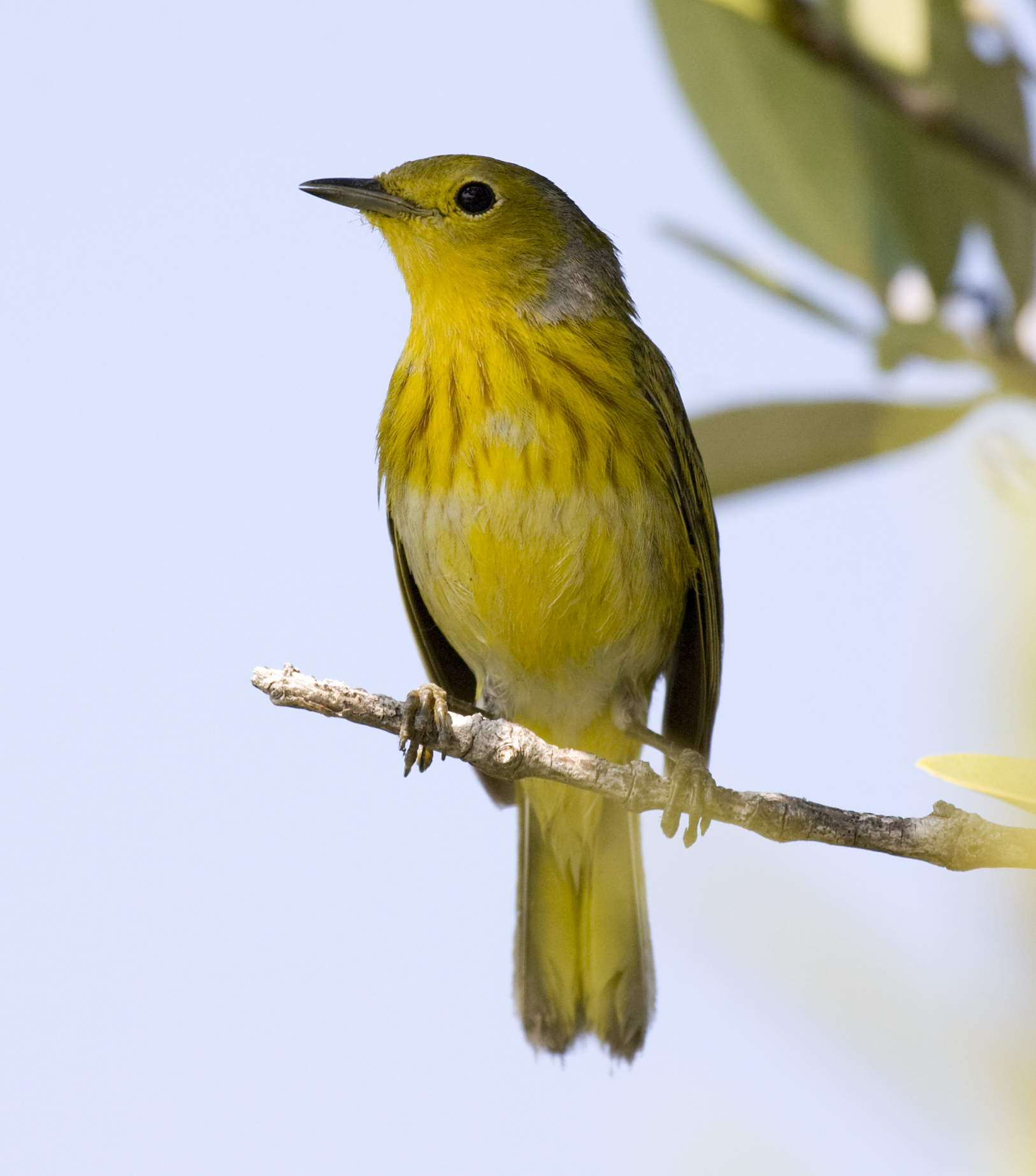
Paruline des mangroves
(Dendroica petechia)

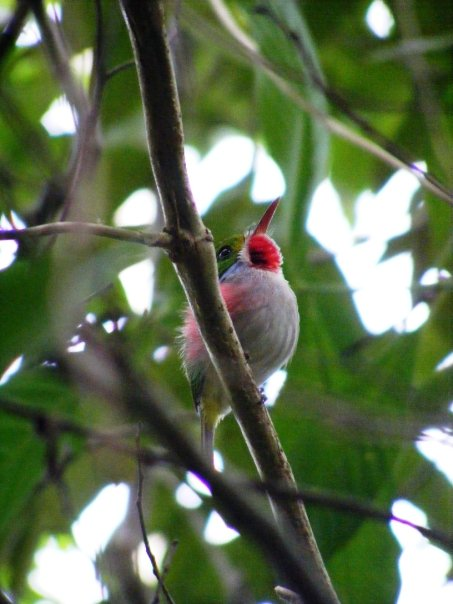
Todier de Cuba
(Todus multicolor)

Le site est remarquable pour la diversité de ses espèces d'oiseaux, en particulier pour les espèces migratoires, et pour la présence d'espèces endémiques menacées. On y trouve trois espèces endémiques en danger : râle de Zapata (Cyanolimnas cerverai), troglodyte de Zapata (Ferminia cerverai) et bruant de Zapata (Torreornis inexpectata). Il y a plus de 175 espèces d'oiseaux, dont 18 des 22 oiseaux endémiques de Cuba — trois d'entre elles sont spécifiques à cette réserve de biosphère. Plus de 65 espèces d'oiseaux migratoires utilisent le site.

Les espèces qui y nichent incluent
le perroquet amazone de Cuba (Amazona leucocephala), 
le trogon de Cuba (Priotelus temnurus), 
le todier de Cuba (Todus multicolor), 
le colibri d'Elena (Mellisuga helenae, le plus petit de tous les oiseaux)
l'émeraude de Ricord (Chlorostilbon ricordii) et 
la conure de Cuba (Psittacara euops, perroquet cubain).
Parmi les autres oiseaux se trouvent 
la grue de Cuba (Antigone canadensis ss-esp. nesiotes), une sous-espèce de la grue du Canada, 
la buse noire (Buteogallus anthracinus), 
la paruline de Fernandina (Teretistris fernandinae), 
la paruline des mangroves (Setophaga petechia), 
la colombe à tête bleue (Starnoenas cyanocephala),
la chevêchette de Cuba (Glaucidium siju) 
et le grand flamant rose (Phoenicopterus ruber).

Quelques oiseaux de Zapata
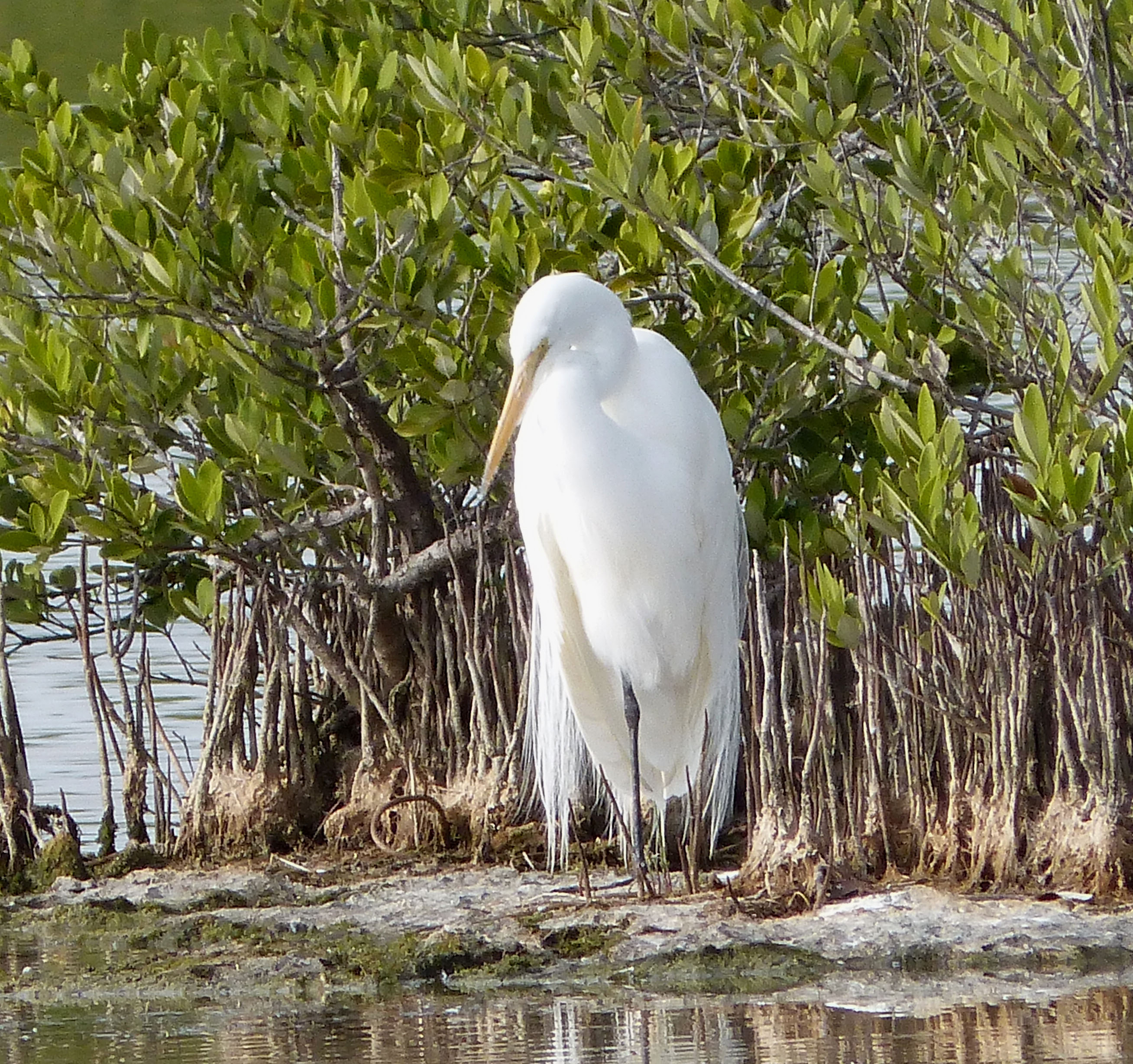
Grande Aigrette (Ardea alba)
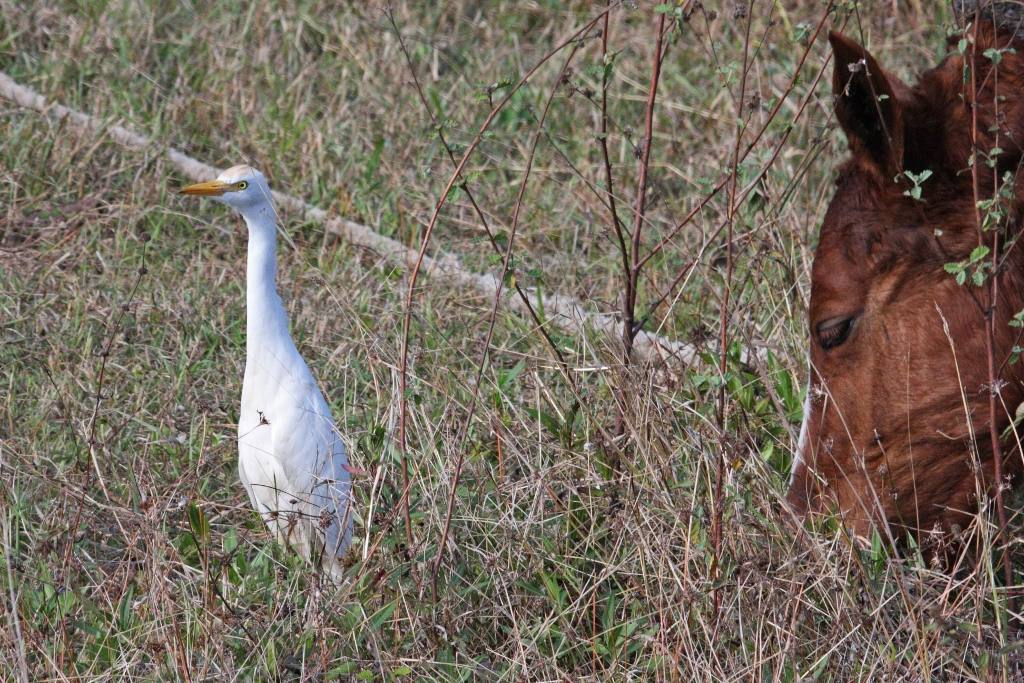
Aigrette du bétail (Bubulcus ibis)
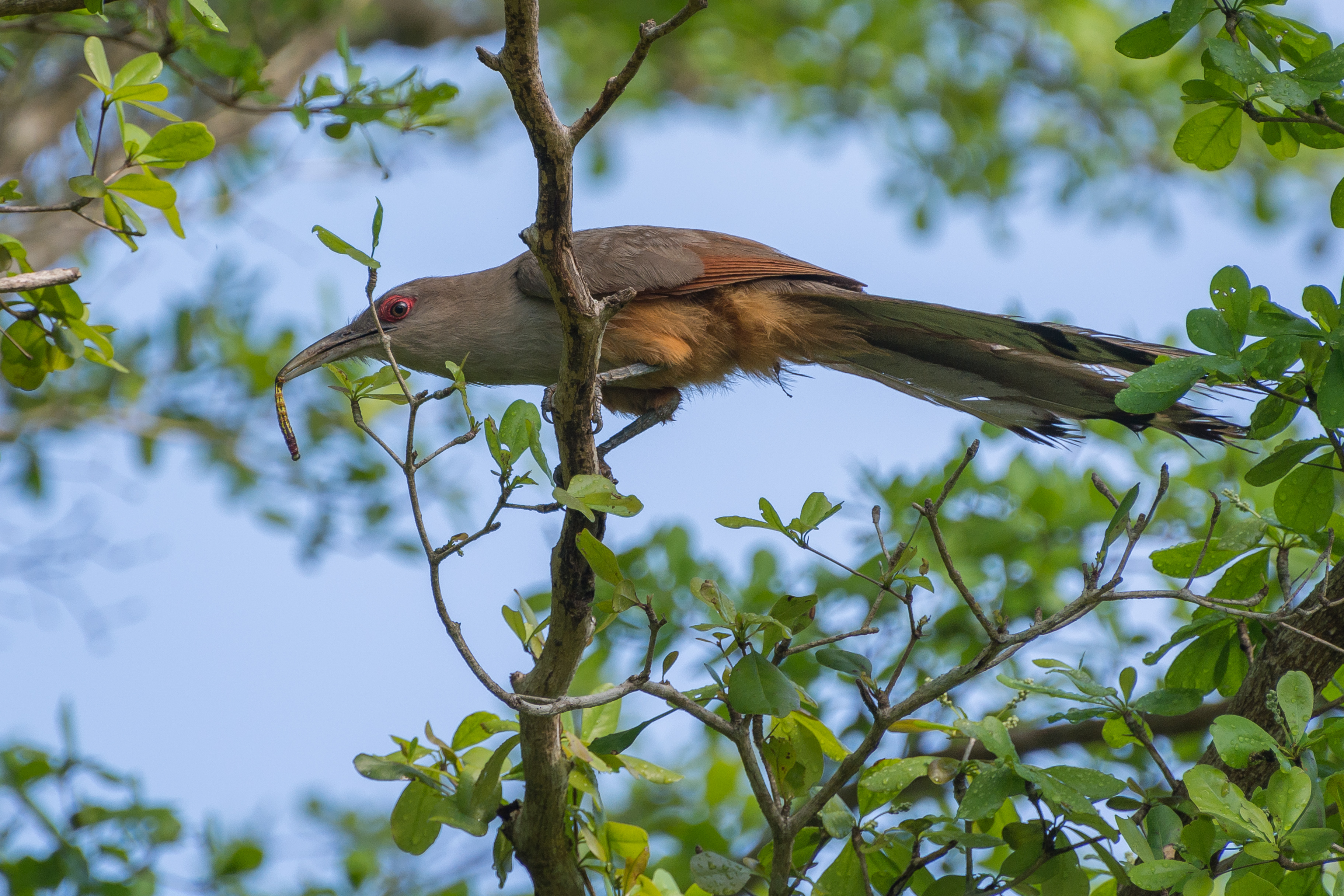
Tacco de Cuba (Coccyzus merlini)
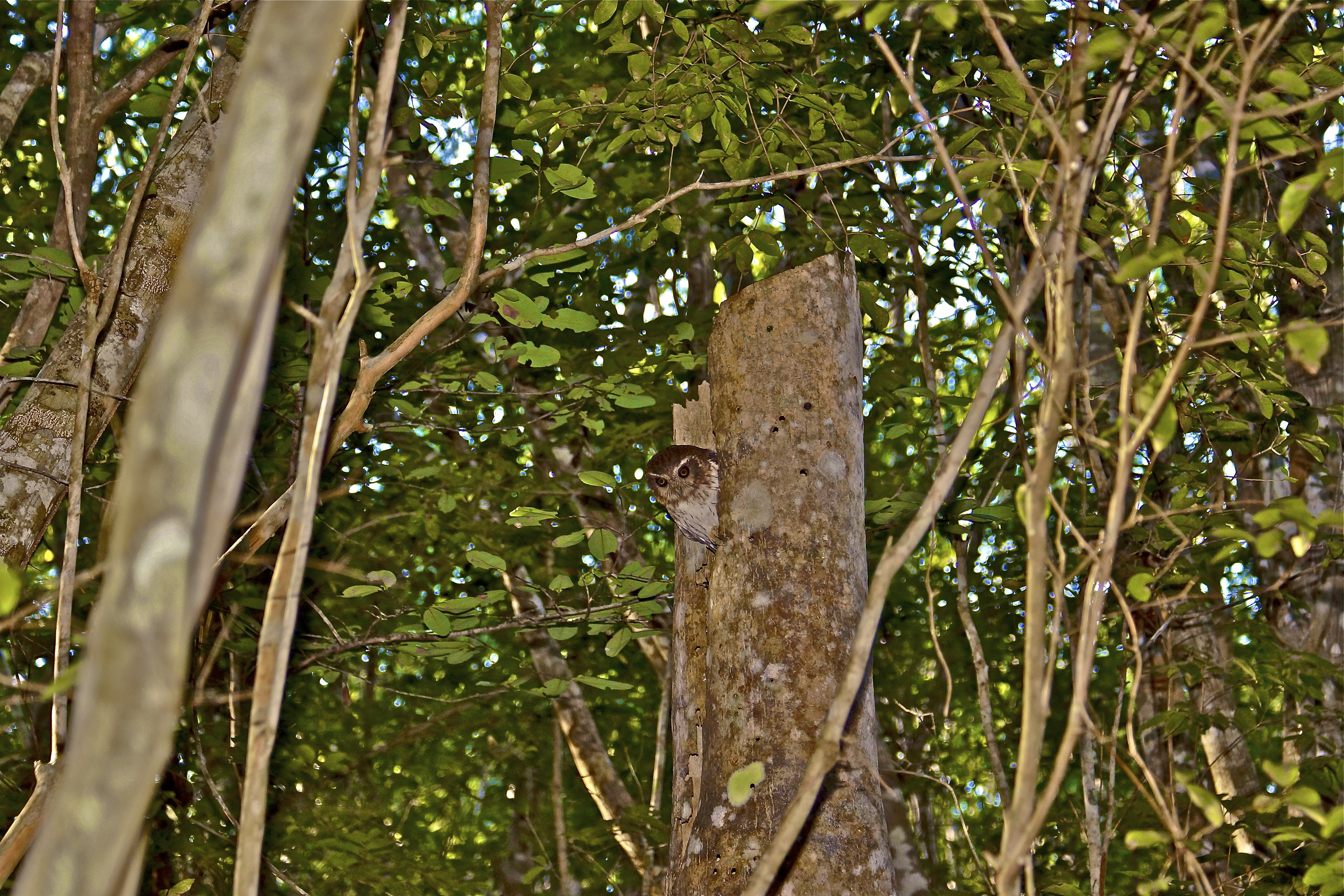
Petit-duc de Cuba (Margarobyas lawrencii)
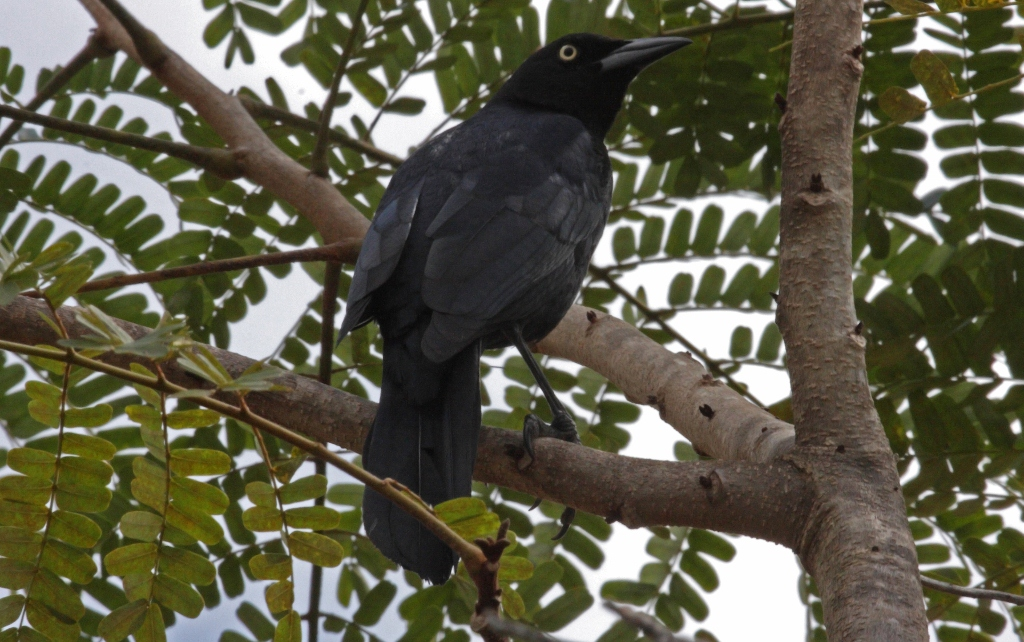
Quiscale noir (Quiscalus niger)
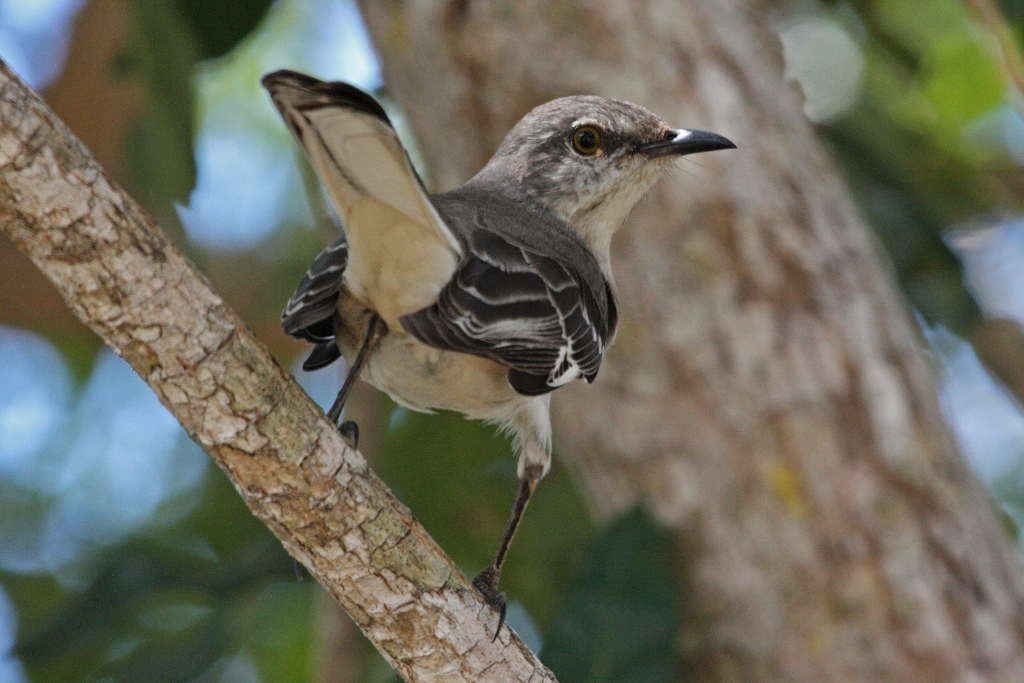
Moqueur polyglotte (Mimus polyglottos)
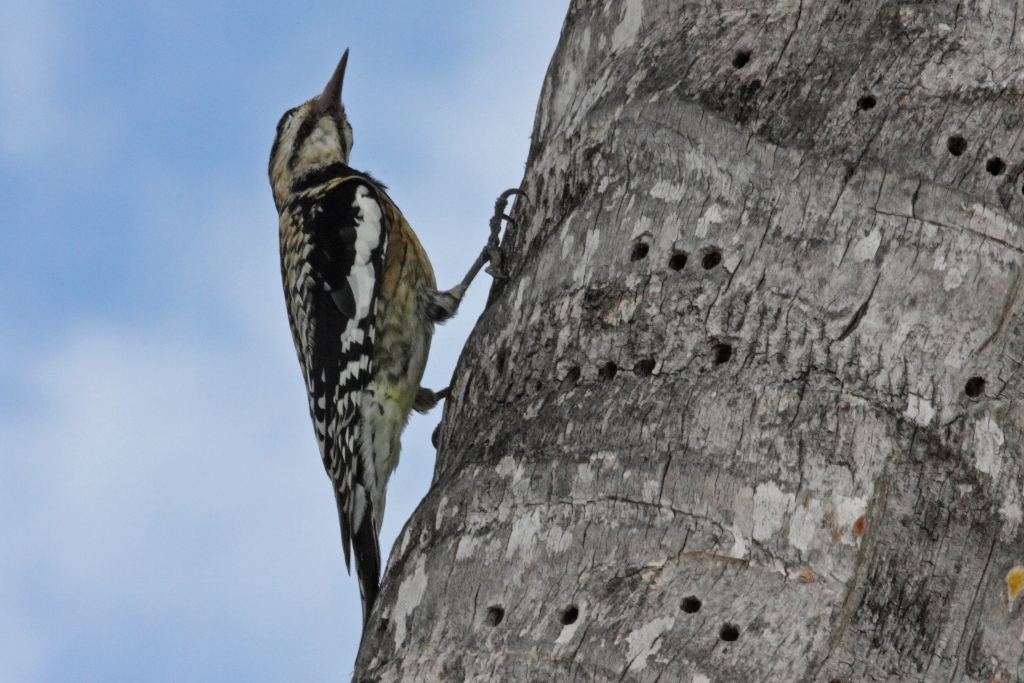
Pic maculé (Sphyrapicus varius)
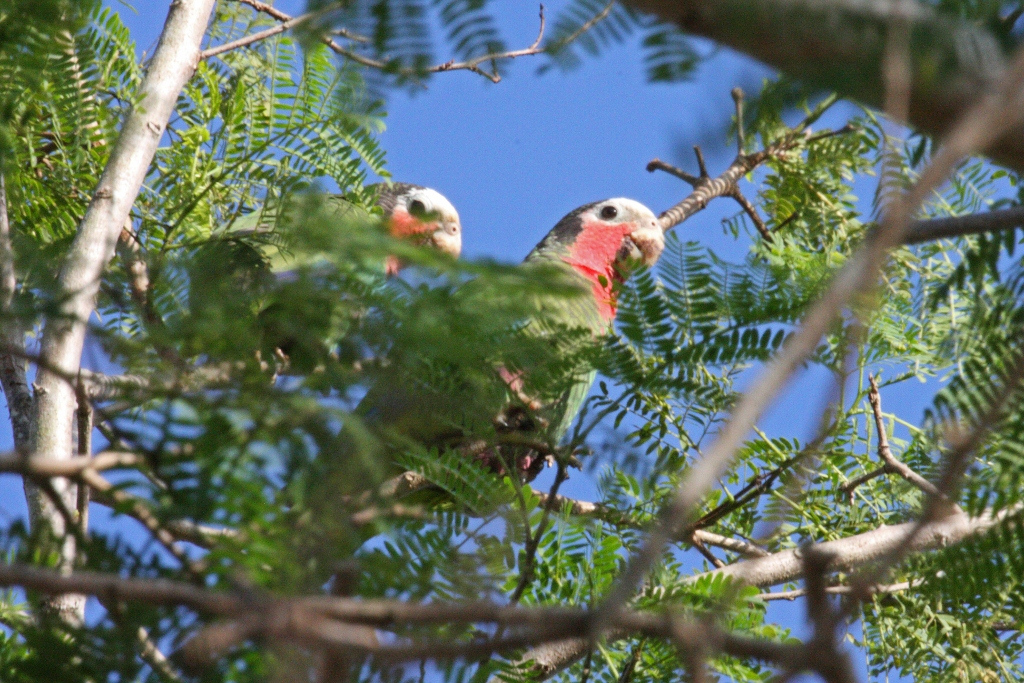
Amazone de Cuba (Amazona leucocephala)

## Flore

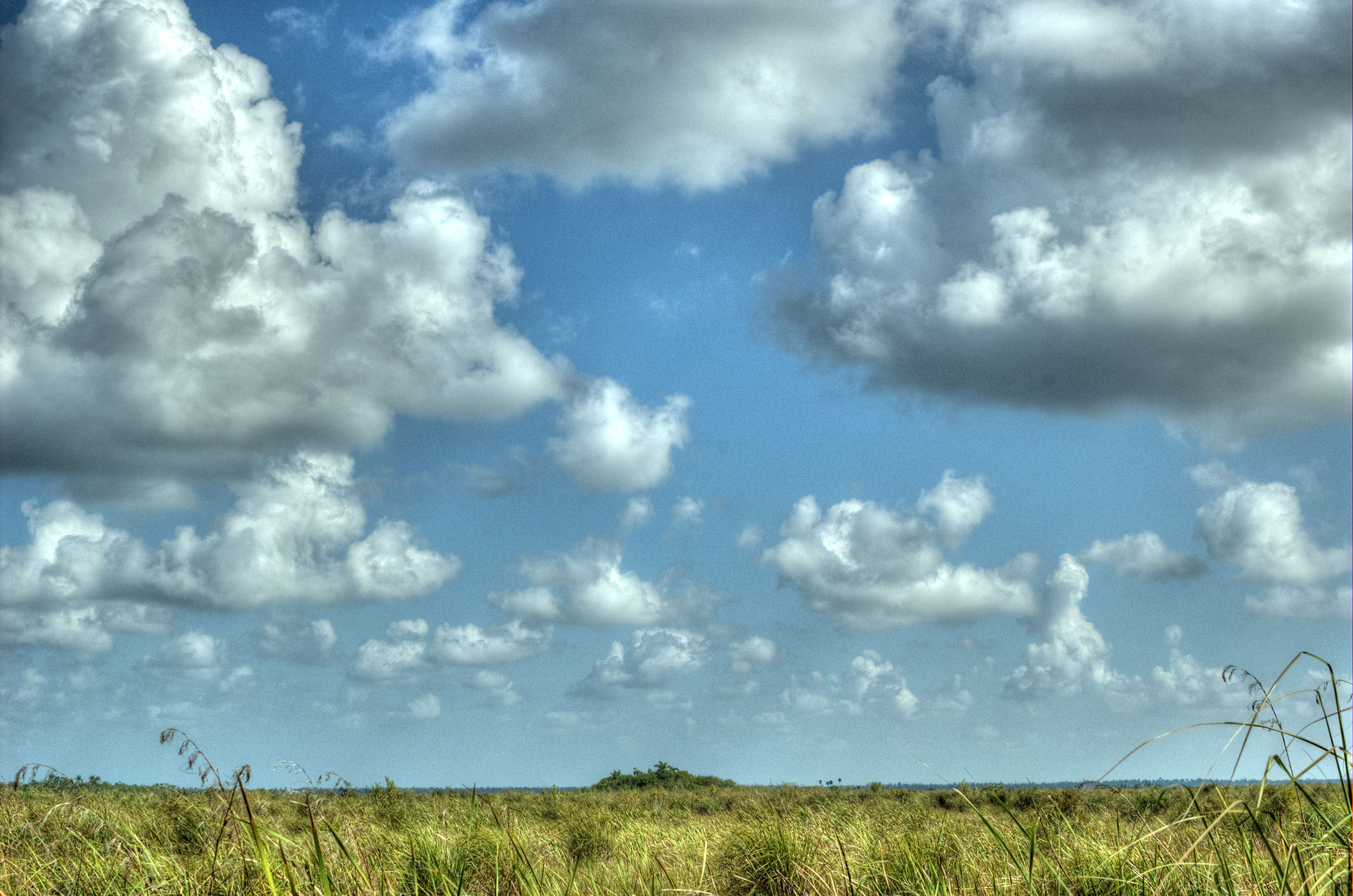

Le marais est aussi réputé pour la richesse de sa flore endémique : on y recense 900 espèces de plantes autochthones, classées en 110 familles. 115 espèces sont endémiques à Cuba et 5 espèces sont endémiques spécifiques au marais de Zapata. 
Cuba a quatre espèces de mangroves et le marais de Zapata, qui est l'une des plus grandes et des mieux préservées de Cuba, est la seule mangrove de l'île où l'on trouve ces quatre espèces : palétuvier rouge (Rhizophora mangle), palétuvier noir (Avicenia germinans), palétuvier blanc (Laguncularia racemosa) et mangrove à boutons (Conocarpus erecta).
Bouteloua, un genre de graminées, y forme des savanes.

## Occupation humaine
Quelque 9 000 personnes (en 2001) habitent la réserve de biosphère, formant 19 communautés. Les principales activités économiques sont la silviculture, les pêcheries et le tourisme ; l'agriculture, l'artisanat et l'apiculture sont également pratiqués. Le tourisme, très important, amène plus de 800 000 visiteurs par an.
La région de la réserve de biosphère de Ciénaga de Zapata a été déclarée « Région spéciale pour le développement durable ». 
La péninsule de Zapata est, avec Las Terrazas et Viñales, l'un des trois lieux de Cuba où l'éco-tourisme est un élément stratégique dans le développement local.

## Histoire
Des sites archéologiques importants témoignent de la présence d'anciennes communautés pré-agricoles

## Protection
Le site est une réserve de biosphère reconnue par l'Unesco depuis 2000,, 
un site RAMSAR depuis 2001
et un parc national depuis 2008,.

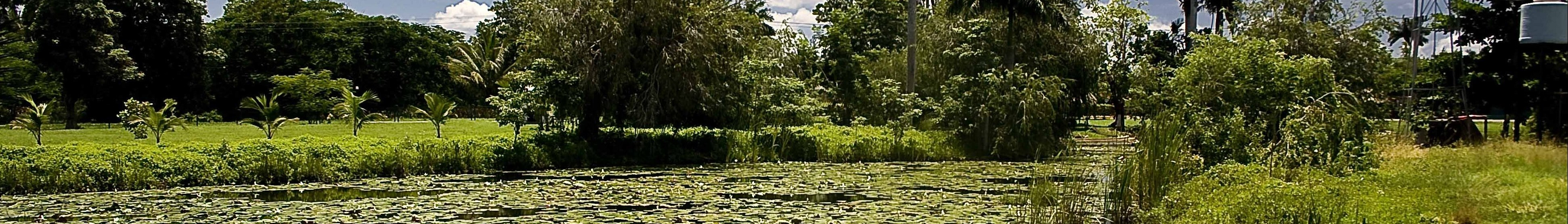